# Guido Hoheisel
Guido Karl Heinrich Hoheisel (né le 14 juillet 1894 à Breslau et mort le 11 octobre 1968 à Cologne) est un mathématicien allemand. Il a été  professeur de mathématiques à l'Université de Cologne .

## Carrière
À partir de 1914, Hoheisel étudie à l'Université de Breslau et à partir de 1920 à l'Université Humboldt de Berlin, où il obtient son doctorat en 1920 sous la direction de Erhard Schmidt (publiée sous le titre : « Lineare funktionale Differentialgleichungen », Mathematische Zeitschrift vol. 14, 1922, p. 35-98) et Issai Schur. Pendant ses études, il devient membre de l'association estudiantine catholique KStV Unitas Breslau. Il obtient son habilitation à Breslau, où il fut Privatdozent à partir de 1922 et professeur extraordinaire à partir de 1928. À partir de 1935, il occupe la même fonction à l'université de Greifswald et, à partir de 1938, il est d'abord professeur remplaçant puis, à partir de 1939, professeur titulaire à l'université de Cologne, et à partir de 1940 directeur de l'Institut de mathématiques. Pendant la Seconde Guerre mondiale, Hoheisel enseigne simultanément aussi à Bonn et à Münster. Il a pris sa retraite à Cologne en 1962. Parmi ses doctorants figure Arnold Schönhage.

## Recherche
Hoheisel est connu pour un résultat concernant les écarts entre nombres premiers. Il a prouvé qu'il existe une constante {\displaystyle \theta <1} telle que la fonction de compte des nombres premiers {\displaystyle \pi (x)} vérifie
{\displaystyle x+x^{\theta }-\pi (x)\sim x^{\theta }/\log(x)}
lorsque {\displaystyle x} tend vers l'infini, ce qui implique que le {\displaystyle n}-ième nombre premier {\displaystyle p_{n}} vérifie
{\displaystyle p_{n+1}-p_{n}<{p_{n}}^{\theta }},
pour tout {\displaystyle n} suffisamment grand. Il a montré que l'on peut prendre {\displaystyle \theta =32999/33000}.
Une autre preuve et l'amélioration {\displaystyle \theta =249/250} a donné par Hans Heilbronn. D'autres améliorations de la borne pour {\displaystyle \theta } ont été données par  Nikolai Chudakov (en)  (borne inférieure 3/4) en 1936 et Albert Ingham (borne inférieure 5/8) en 1937 et Martin Huxley (en) en 1972 ({\displaystyle \theta =7/12}).

## Publications (sélection)
- Gewöhnliche Differentialgleichungen, de Gruyter, 1926[6] 2e édition 1930[7] 7e édition 1965.
- Partielle Differentialgleichungen, de Gruyter, 1928; 3e édition 1953
- Aufgabensammlung zu den gewöhnlichen und partiellen Differentialgleichungen', 1933[8]
- Integralgleichungen, de Gruyter, 1936[9] 2e édition révisée et augmentée 1963
- Existenz von Eigenwerten und Vollständigkeitskriterium, 1943
- Integral equations  (trad. A. Mary Tropper), 1968 et 1967